# Gottlob Friedrich Kittler
Gottlob Friedrich Kittler (1780 i Sachsen – 30. maj 1819) var en tyskfødt dansk fløjtenist.
Han kom til København omkring 1801 og blev samme år ansat som hoboist ved Norske Livregiment til Fods, hvorfra han i 1804 avancerede til Den Kongelige Livgarde (til fods). Kittler var desuden suppleant til fløjtegruppen i Det Kongelige Kapel, hvor Philip Seydler var stemmeleder, omgivet af den nyansatte Peter Christian Bruun samt den mere erfarne (og piccolospillende) Peter Friderich Nyborg, hvis faste plads i Kapellet Kittler fik i 1807. 
Kittler giftede sig med Marie Antoinette Frøhlich (død 27. april 1869), som var søster til komponisten J.F. Frølich og cellisten Joseph Frølich. Han var desuden en del af Friedrich Kuhlaus vennekreds, og i 1817 overtog han stillingen efter ham som 2. syngemester ved Det Kongelige Teater, fordi Kuhlau var overbebyrdet. Kittler døde pludseligt to år senere. Han havde fløjten som hovedinstrument, men havde også assisteret som organist og var i det hele taget en alsidig instrumentalist.
Kittler har komponeret Kronens Regiments Geschwindmarsch (1812), som stadig spilles af Livgardens Musikkorps. Dette år udgav han samlingen 31 Marscher og Dandse af forskiellige yndede Componister. Udsatte for Klaveret eller Fortepiano.